# Démographie des Hautes-Alpes
La démographie des Hautes-Alpes est caractérisée par une densité faible.
Avec ses 141 677 habitants en 2022, le département français des Hautes-Alpes se situe en 98e position sur le plan national.
En six ans, de 2015 à 2021, sa population s'est accrue de près de 100 unités, c'est-à-dire de plus ou moins 20 personnes par an. Mais cette variation est différenciée selon les 162 communes que comporte le département.
La densité de population des Hautes-Alpes, 25,5 habitants par kilomètre carré en 2022, est quatre fois inférieure à celle de la France entière qui est de 107,1 hab./km2 pour la même année.

## Évolution de la population desHautes-Alpes
Le relief des Hautes-Alpes explique en grande partie son faible peuplement. Sa population, qui atteignait déjà environ 120 000 habitants à sa création, varia peu au cours du XIXe siècle. Dépassant légèrement les 130 000 habitants au milieu du siècle, elle baissa en raison de l'exode rural, mais était encore supérieure à 100 000 à la veille de la Première Guerre mondiale, qui affecta profondément la démographie de ce département comme celle de tout le pays. La population stagna ensuite entre 85 000 et 90 000 habitants pendant quelques décennies. Ce n'est que dans les années 1960 que la population recommença à augmenter, grâce à une économie renforcée par le développement du tourisme, passant de 87 436 habitants en 1962 à 121 419 habitants en 1999. Cette croissance a principalement profité à la ville de Gap et aux villes et villages des principales vallées, mais le dépeuplement des zones les plus montagneuses (et les plus difficiles d'accès) n'a pas pu être compensé.
En 2022, le département comptait 141 677 habitants, en évolution de +0,4 % par rapport à 2016 (France hors Mayotte : +2,11 %).
| 1791    | 1801    | 1806    | 1821    | 1826    | 1831    | 1836    | 1841    | 1846    |
| ------- | ------- | ------- | ------- | ------- | ------- | ------- | ------- | ------- |
| 120 485 | 112 500 | 124 771 | 121 418 | 125 329 | 129 102 | 131 162 | 132 584 | 133 100 |

| 1851    | 1856    | 1861    | 1866    | 1872    | 1876    | 1881    | 1886    | 1891    |
| ------- | ------- | ------- | ------- | ------- | ------- | ------- | ------- | ------- |
| 132 038 | 129 556 | 125 100 | 122 117 | 118 898 | 119 094 | 121 787 | 122 924 | 115 522 |

| 1896    | 1901    | 1906    | 1911    | 1921   | 1926   | 1931   | 1936   | 1946   |
| ------- | ------- | ------- | ------- | ------ | ------ | ------ | ------ | ------ |
| 113 229 | 109 510 | 107 498 | 105 083 | 89 275 | 87 963 | 87 566 | 88 210 | 84 932 |

| 1954   | 1962   | 1968   | 1975   | 1982    | 1990    | 1999    | 2006    | 2011    |
| ------ | ------ | ------ | ------ | ------- | ------- | ------- | ------- | ------- |
| 85 067 | 87 436 | 91 790 | 97 358 | 105 070 | 113 300 | 121 419 | 130 752 | 138 605 |

| 2016    | 2021    | 2022    | - | - | - | - | - | - |
| ------- | ------- | ------- | - | - | - | - | - | - |
| 141 107 | 140 976 | 141 677 | - | - | - | - | - | - |

## Population par divisions administratives

### Arrondissements
Le département des Hautes-Alpes comporte deux arrondissements. La population se concentre principalement sur l'arrondissement de Gap, qui recense 76 % de la population totale du département en 2022, avec une densité de 31,7 hab./km2, contre 24 % pour l'arrondissement de Briançon.
| Arrondissement  | Population(2022) | Variation(2022/2016)                       | Superficie(km2) | Densité(hab./km2) |
| --------------- | ---------------- | ------------------------------------------ | --------------- | ----------------- |
| Gap             | 108 193          | en évolution de +2,22 % par rapport à 2016 | 3 410,5         | 31,7              |
| Briançon        | 33 484           | en évolution de −5,05 % par rapport à 2016 | 2 138,1         | 15,7              |
| Source : Insee. |                  |                                            |                 |                   |

### Communes de plus de2 000 habitants
Sur les 162 communes que comprend le département des Hautes-Alpes, onze ont en 2021 une population municipale supérieure à 2 000 habitants, trois ont plus de 5 000 habitants et deux ont plus de 10 000 habitants : Gap et Briançon.
Les évolutions respectives des communes de plus de 2 000 habitants sont présentées dans le tableau ci-après.
| Commune                   | Population(2022) | Variation(2022/2016)                        | Superficie(km2) | Densité(hab./km2) |
| ------------------------- | ---------------- | ------------------------------------------- | --------------- | ----------------- |
| Gap                       | 40 656           | en évolution de −0,37 % par rapport à 2016  | 110,43          | 368,2             |
| Briançon                  | 10 748           | en évolution de −10,06 % par rapport à 2016 | 28,07           | 382,9             |
| Embrun                    | 6 387            | en évolution de +3,45 % par rapport à 2016  | 36,39           | 175,5             |
| Laragne-Montéglin         | 3 566            | en évolution de +2,32 % par rapport à 2016  | 23,51           | 151,7             |
| Veynes                    | 3 244            | en évolution de +2,63 % par rapport à 2016  | 42,6            | 76,2              |
| Chorges                   | 3 106            | en évolution de +7,44 % par rapport à 2016  | 53,34           | 58,2              |
| La Bâtie-Neuve            | 2 611            | en évolution de +4,19 % par rapport à 2016  | 27,99           | 93,3              |
| Tallard                   | 2 272            | en évolution de +4,8 % par rapport à 2016   | 15,02           | 151,3             |
| Guillestre                | 2 286            | en évolution de −1,21 % par rapport à 2016  | 51,29           | 44,6              |
| L'Argentière-la-Bessée    | 2 278            | en évolution de −0,65 % par rapport à 2016  | 64,55           | 35,3              |
| Saint-Bonnet-en-Champsaur | 2 081            | en évolution de +2,77 % par rapport à 2016  | 35,85           | 58                |
| Source : Insee.           |                  |                                             |                 |                   |

## Structures des variations de population

### Soldes naturels et migratoires sur la période 1968-2021
La variation moyenne annuelle est positive mais en baisse depuis les années 1970, passant de 0,8 à 0 %.
Le solde naturel annuel qui est la différence entre le nombre de naissances et le nombre de décès enregistrés au cours d'une même année diminue également, passant de 0,3 à −0,2 %. La baisse du taux de natalité, qui passe de 14,5 à 8,8 ‰, n'est que partiellement compensée par une baisse du taux de mortalité, qui passe de 11 à 10,4 ‰.
Le flux migratoire baisse également sur la période courant de 1968 à 2021, le taux annuel passant de 0,5 à 0,2 %.
| Indicateurs démographiques                       | 1968 à1975 | 1975 à1982 | 1982 à1990 | 1990 à1999 | 1999 à2010 | 2010 à2015 | 2015 à2021 |
| ------------------------------------------------ | ---------- | ---------- | ---------- | ---------- | ---------- | ---------- | ---------- |
| Variation annuelle moyenne de la population en % | 0,8        | 1,1        | 0,9        | 0,8        | 1,1        | 0,6        | 0,0        |
| - due au solde naturel en %                      | 0,3        | 0,2        | 0,3        | 0,2        | 0,2        | 0,1        | -0,2       |
| - due au solde apparent des entrées sorties en % | 0,5        | 0,9        | 0,6        | 0,6        | 0,9        | 0,5        | 0,2        |
| Taux de natalité en ‰                            | 14,5       | 12,5       | 13,1       | 11,7       | 11,2       | 10,2       | 8,8        |
| Taux de mortalité en ‰                           | 11,0       | 10,8       | 10,0       | 9,6        | 9,4        | 9,3        | 10,4       |
| Source : Insee.                                  |            |            |            |            |            |            |            |

### Mouvements naturels sur la période 2014-2022
En 2014, 1 383 naissances ont été dénombrées contre 1 322 décès. Le nombre annuel des naissances a diminué depuis cette date, passant à 1 234 en 2022, indépendamment à une augmentation, mais relativement faible, du nombre de décès, avec 1 542 en 2022. Le solde naturel est ainsi négatif et diminue, passant de 61 à -308.
Pour des raisons techniques, il est temporairement impossible d'afficher le graphique qui aurait dû être présenté ici.

## Densité de population
En 2021, la densité était de 25,4 hab./km2.
| 1968 |  | 16.5 |  |

| 1975 |  | 17.5 |  |

| 1982 |  | 18.9 |  |

| 1990 |  | 20.4 |  |

| 1999 |  | 21.9 |  |

| 2010 |  | 24.7 |  |

| 2015 |  | 25.4 |  |

| 2021 |  | 25.4 |  |

## Répartition par sexes et tranches d'âges
La population du département est plus âgée qu'au niveau national.
En 2021, le taux de personnes d'un âge inférieur à 30 ans s'élève à 28,5 %, soit en dessous de la moyenne nationale (35,1 %). À l'inverse, le taux de personnes d'âge supérieur à 60 ans est de 33,2 % la même année, alors qu'il est de 26,6 % au niveau national.
En 2021, le département comptait 68 665 hommes pour 72 311 femmes, soit un taux de 51,29 % de femmes, légèrement inférieur au taux national (51,61 %).
Les pyramides des âges du département et de la France s'établissent comme suit.
| Hommes | Classe d’âge | Femmes |
| ------ | ------------ | ------ |
| 1      | 90 ou +      | 2,5    |
| 9      | 75-89 ans    | 11,6   |
| 20,9   | 60-74 ans    | 21,2   |
| 21,3   | 45-59 ans    | 20,8   |
| 17,4   | 30-44 ans    | 17,1   |
| 14,3   | 15-29 ans    | 12,1   |
| 16,1   | 0-14 ans     | 14,7   |

| Hommes | Classe d’âge | Femmes |
| ------ | ------------ | ------ |
| 0,7    | 90 ou +      | 1,9    |
| 7,0    | 75-89 ans    | 9,5    |
| 16,6   | 60-74 ans    | 17,5   |
| 20,0   | 45-59 ans    | 19,5   |
| 18,8   | 30-44 ans    | 18,3   |
| 18,3   | 15-29 ans    | 16,7   |
| 18,6   | 0-14 ans     | 16,7   |

## Répartition de la population

Population par communes dans les Hautes Alpes en 1999
Densité de population par communes dans les Hautes Alpes en 1999
Évolution annuelle de la densité de population dans les Hautes Alpes sur la période 1990-1999

## Répartition par catégories socioprofessionnelles
La catégorie socioprofessionnelle des retraités est surreprésentée par rapport au niveau national. Avec 33,8 % en 2021, elle est 7 points au-dessus du taux national (26,8 %). La catégorie socioprofessionnelle des autres personnes sans activité professionnelle est quant à elle sous-représentée par rapport au niveau national. Avec 12,3 % en 2021, elle est 4,7 points en dessous du taux national (17 %).
| Catégorie socioprofessionnelle                    | 2015    | 2015 | 2021    | 2021 | Détails de l'année 2021 | Détails de l'année 2021 | Détails de l'année 2021            | Détails de l'année 2021            | Détails de l'année 2021            |
| Catégorie socioprofessionnelle                    | Nb      | %    | Nb      | %    | Hommes                  | Femmes                  | Part en % de la population âgée de | Part en % de la population âgée de | Part en % de la population âgée de |
| Catégorie socioprofessionnelle                    | Nb      | %    | Nb      | %    | Hommes                  | Femmes                  | 15 à 24 ans                        | 25 à 54 ans                        | 55 ans ou +                        |
| ------------------------------------------------- | ------- | ---- | ------- | ---- | ----------------------- | ----------------------- | ---------------------------------- | ---------------------------------- | ---------------------------------- |
| Agriculteurs exploitants                          | 1 741   | 1,5  | 1 882   | 1,6  | 1 334                   | 549                     | 0,4                                | 2,5                                | 1,1                                |
| Artisans, commerçants, chefs d'entreprise         | 6 130   | 5,2  | 6 577   | 5,5  | 4 489                   | 2 088                   | 0,9                                | 9,4                                | 3,1                                |
| Cadres et professions intellectuelles supérieures | 6 182   | 5,3  | 6 649   | 5,6  | 3 526                   | 3 123                   | 0,8                                | 9,5                                | 3,2                                |
| Professions intermédiaires                        | 16 977  | 14,5 | 17 791  | 14,9 | 8 194                   | 9 597                   | 8,6                                | 27,2                               | 5,7                                |
| Employés                                          | 21 407  | 18,3 | 19 590  | 16,4 | 5 385                   | 14 205                  | 17,9                               | 27,1                               | 6,9                                |
| Ouvriers                                          | 12 770  | 10,9 | 11 730  | 9,8  | 9 733                   | 1 997                   | 14,8                               | 16,2                               | 3,3                                |
| Retraités                                         | 36 717  | 31,4 | 40 321  | 33,8 | 18 617                  | 21 704                  | 0,0                                | 0,3                                | 69,9                               |
| Autres personnes sans activité professionnelle    | 14 926  | 12,8 | 14 658  | 12,3 | 6 048                   | 8 610                   | 56,6                               | 7,7                                | 6,8                                |
| Ensemble                                          | 116 850 | 100  | 119 198 | 100  | 57 324                  | 61 874                  | 100                                | 100                                | 100                                |
| Sources : Insee,.                                 |         |      |         |      |                         |                         |                                    |                                    |                                    |